# 이문기
이문기(李文起, 1966년 ~ , 경상남도 밀양시)는 대한민국의 공무원으로, 제11대 대한민국의 행정중심복합도시건설청장이다.

## 학력
- 대광고등학교 졸업
- 서울대학교 경제학과 졸업
- 서울대학교 행정대학원 행정학 석사

## 경력
- 제34회 행정고시 합격
- 건설교통부 주택정책과 과장
- 국토해양부 건설경제과 과장
- 국토교통부 공공주택건설추진단 단장 파견
- 경기도청 도시주택실 실장
- 국토교통부 주택정책관
- 국토교통부 대변인
- 국토교통부 주택토지실 실장
- 국토교통부 기획조정실 실장
- 행정중심복합도시건설청 청장